# Onzième circonscription de la préfecture d'Aichi
La onzième circonscription de la préfecture d'Aichi (愛知県第11区, Aichi-ken dai-jū-ikku) est l'une des seize circonscriptions législatives que compte la préfecture d'Aichi au Japon.

## Description géographique
Entre 1994 et 2013, la onzième circonscription de la préfecture d'Aichi regroupait la ville de Toyota et les districts de Nishikamo (ja) et Higashikamo (ja).
Entre 2013 et 2022, elle comprenait la ville de Miyoshi et une partie de la ville de Toyota.
Depuis 2022, elle correspond aux villes de Toyota et Miyoshi,.

## Députés
| Législature | Début de mandat | Fin de mandat | Député élu                | Parti politique | Parti politique |
| ----------- | --------------- | ------------- | ------------------------- | --------------- | --------------- |
| 41e         | 1996            | 2000          | Eisei Itō (ja)            |                 | Shinshintō      |
| 42e         | 2000            | 2003          | Eisei Itō (ja)            |                 | PDJ             |
| 43e         | 2003            | 2005          | Shin'ichirō Furumoto (ja) |                 | PDJ             |
| 44e         | 2005            | 2009          | Shin'ichirō Furumoto (ja) |                 | PDJ             |
| 45e         | 2009            | 2012          | Shin'ichirō Furumoto (ja) |                 | PDJ             |
| 46e         | 2012            | 2014          | Shin'ichirō Furumoto (ja) |                 | PDJ             |
| 47e         | 2014            | 2017          | Shin'ichirō Furumoto (ja) |                 | PDJ             |
| 48e         | 2017            | 2021          | Shin'ichirō Furumoto (ja) |                 | PE              |
| 49e         | 2021            | 2024          | Tetsuya Yagi (ja)         |                 | PLD             |
| 50e         | 2024            | -             | Midori Tanno (ja)         |                 | PDP             |